# Serge Bloch
Serge Bloch (ur. 18 czerwca 1956 w Colmar) – francuski ilustrator i autor książek dla dzieci.
Książki autorskie Serge'a Blocha, które ukazały się w Polsce:
| L.p. | Tytuł polski                                           | Tytuł oryginalny                    | Tłumaczenie       | Rok pierwszego wydania we Francji | Rok pierwszego wydania w Polsce | Wydawca               |
| ---- | ------------------------------------------------------ | ----------------------------------- | ----------------- | --------------------------------- | ------------------------------- | --------------------- |
| 1    | Samsam najmniejszy z największych. Kłopoty z piratami. |                                     |                   |                                   | 2007                            | Media Service Zawada  |
| 2    | SamSam. Wyprawa na Marfa                               |                                     |                   |                                   | 2009                            | Media Service Zawada  |
| 3    | Wielka historia małej kreski                           | La grande histoire d'un petit trait | Katarzyna Skalska | 2014                              | 2015                            | Wydawnictwo Zakamarki |

Książki z ilustracjami Serge'a Blocha, które ukazały się w Polsce:
| L.p. | Tytuł polski                                 | Tytuł oryginalny                                   | Autor                   | Tłumaczenie                  | Rok pierwszego wydania we Francji | Rok pierwszego wydania w Polsce | Wydawca                  |
| ---- | -------------------------------------------- | -------------------------------------------------- | ----------------------- | ---------------------------- | --------------------------------- | ------------------------------- | ------------------------ |
| 1    | Przemoc. Nie!                                | Violence, NON!                                     | Dominique de Saint Mars | Joanna Woyciechowska         |                                   | 2005                            | Wydawnictwo Muchomor     |
| 2    | TA ja czekam...                              | Moi, j'attends...                                  | Davide Cali             | Julian Kutyła                |                                   | 2005                            | Hokus-Pokus              |
| 3    | Poniżanie. Nie!                              |                                                    | Dominique de Saint Mars |                              |                                   | 2005                            | Wydawnictwo Muchomor     |
| 4    | Uczucia. Co to takiego?                      | Les sentiments, c'est quoi?                        | Oscar Brenifier         | Magdalena Kamińska-Maurugeon | 2004                              | 2012                            | Wydawnictwo Zakamarki    |
| 5    | Wróg                                         | L'ennemi                                           | Davide Cali             | Katarzyna Skalska            | 2007                              | 2014                            | Wydawnictwo Zakamarki    |
| 6    | Biblia. Wielkie opowieści Starego Testamentu |                                                    | Frédéric Boyer          | Tomasz Swoboda               |                                   | 2017                            | Wydawnictwo Dwie Siostry |
| 7    | Różowa walizka                               | La valise rose                                     | Susie Morgenstern       | Iwona Janczy                 |                                   | 2017                            | Wydawnictwo Adamada      |
| 8    | Nie mój dom                                  | Mon chez-moi n'est plus chez moi (le demenagement) | Susie Morgenstern       | Iwona Janczy                 |                                   | 2019                            | Wydawnictwo Adamada      |